# Fântânele (Costanza)
Fântânele è un comune della Romania di 1 696 abitanti, ubicato nel distretto di Costanza, nella regione storica della Dobrugia.